# Шварцвальд, Евгения
Евгения Шварцвальд (англ. Eugenie "Genia" Schwarzwald, урождённая Nussbaum (Nußbaum); 1872—1940) — австрийская учительница и общественный деятель, борец за права женщин.

## Биография
Родилась 4 июля 1872 года в еврейской семье в селе Полупановка, Галиция, Австро-Венгерской империи, в семье Льва Нусбаума (Leo Nussbaum) и его жены Эстер (Ester Nussbaum). Была сестрой Антона Норста (урождённый Антон Нусбаум) — австрийский журналист и чиновник.
Обучалась в Черновцах, где посещала педагогический колледж, затем изучала с 1895 по 1900 год немецкий язык  и другие предметы (английский язык, философию и педагогику) в Цюрихском университете — единственном учебном заведении, где можно было учиться женщинам. 30 июля 1900 года она стала одной из первых австрийских женщин, получивших степень доктора философии (Ph.D.) за свою диссертацию „Metapher und Gleichnis bei Berthold von Regensburg“.
Вышла замуж 16 декабря 1900 года за Германа Шварцвальда, они жили с 1901 года в Вене. Евгения работала руководителем женского лицея Элеоноры Джейтелес ( Eleonore Jeiteles, 1841–1918). Однако кайзеровское министерство культуры и образования предоставило ей лишь три года на временное руководство школой, в 1905 году ей пришлось назначить учителя математики Людвига Дёрфлера (Ludwig Dörfler) директором этого лицея.
С 1911 года она руководила женской 8-классной реальной гимназией — это была первая школа в Австрии, где девочки могли получить высшее образование. Евгения Шварцвальд в качестве педагогов приглашала известных людей: Оскар Кокошка (живопись и графика), Адольф Лоос (архитектура), Арнольд Шенберг и Эгон Веллес (музыка), Ганс Кельзен (социология и экономика) и Отто Роммель (литература). Роммель был также директором гимназии с 1916 по 1919 год.
Во время Первой мировой войны она организовала общедоступные кухни, приюты и дома для обучения. В период инфляции ( Inflationszeit) основала «Австрийскую службу помощи для Германии» («Österreichische Freundeshilfe für Deutschland») и коммунальные кухни в Берлине. В конце войны открыла несколько домов отдыха для детей и взрослых, в частности, в Шоштане, Земмеринге, Бад-Ишле, Мёдлинге, Райхенау-ан-дер-Раксе, Вайдхофен-ан-дер-Ибсе и Бад-Фишау-Брунне, а также молодежную мастерскую для мальчиков в венском районе Фаворитен.
С 1933 года Евгения Шварцвальд помогала беженцам из Германии, в 1934 году поддерживала преследуемых социал-демократов. В 1938 году Шварцвальд была вынуждена покинуть Австрию из-за ее еврейского происхождения и эмигрировать в Швейцарию; её школы были закрыты, многие из учеников также были вынуждены эмигрировать (многие — в США) или позже убиты во время Холокоста. Ее муж тоже бежал из Австрии в Швейцарию в сентябре 1938 года, где умер в 1939 году.
Евгения Шварцвальд умерла 7 августа 1940 года в Цюрихе. В 2011 году в её честь была названа одна из улиц венского района Донауштадт.
В числе её известных выпускников были:
- Элси Альтманн-Лоос[нем.] — танцовщица, актриса и певица оперетты;
- Вики Баум — музыкант (арфистка) и писатель;
- Анна Фрейд — психолог и психоаналитик, младшая дочь Зигмунда Фрейда;
- Алиса Гердан-Цукмайер[нем.] — писательница;
- Рут Карплус[нем.] — художница и модельер;
- Эдит Крамер — художница, пионер арт-терапии;
- Мария Лазарь[нем.] — писательница;
- Элизабет Нойманн-Виртель[нем.] — актриса;
- Эльза Паппенхайм[нем.] — психиатр и психоаналитик;
- Хильда Шпиль[нем.] — писательница, переводчик и журналист;
- Хелена, Вайгель — актриса и театральный администратор, вторая супруга Бертольта Брехта;
- Алма Виттлин[нем.] — искусствовед, писательница, педагог.